# Srbijanska košarkaška reprezentacija
Košarkaška reprezentacija Srbije predstavlja Srbiju na međunarodnim košarkaškim natjecanjima. 
Boje su crvena, plava i bijela.
Za podatke o reprezentacijama država u kojima je bila Srbija do osamostaljivanja pogledajte članke o jugoslavenskoj odnosno reprezentaciji SRJ/SCG.
Po plasmanu FIBA-e Srbija se nalazi na 2. mjestu.

## Plasmani na velikim natjecanjima
| 1992.      | bez nastupa (UN-ove sankcije) | bez nastupa (UN-ove sankcije) | bez nastupa (UN-ove sankcije) | bez nastupa (UN-ove sankcije) |  |  |
| 1993.      | bez nastupa (UN-ove sankcije) | bez nastupa (UN-ove sankcije) | bez nastupa (UN-ove sankcije) | bez nastupa (UN-ove sankcije) |  |  |
| 1994.      | bez nastupa (UN-ove sankcije) | bez nastupa (UN-ove sankcije) | bez nastupa (UN-ove sankcije) | bez nastupa (UN-ove sankcije) |  |  |
| 1995.      |                               |                               | zlato                         |                               |  |  |
| 1996.      | srebro                        |                               |                               |                               |  |  |
| 1997.      |                               |                               | zlato                         |                               |  |  |
| 1998.      |                               | zlato                         |                               |                               |  |  |
| 1999.      |                               |                               | bronca                        |                               |  |  |
| 2000.      | 6.                            |                               |                               |                               |  |  |
| 2001.      |                               |                               | zlato                         |                               |  |  |
| 2002.      |                               | zlato                         |                               |                               |  |  |
| 2003.      |                               |                               | 6.                            |                               |  |  |
| 2004.      | 11.                           |                               |                               |                               |  |  |
| 2005.      |                               |                               | 9.                            |                               |  |  |
| 2006.      |                               | 11.                           |                               |                               |  |  |
| kao Srbija |                               |                               |                               |                               |  |  |
| 2007.      |                               |                               | 14.                           |                               |  |  |
| 2008.      | bez nastupa                   |                               |                               |                               |  |  |
| 2009.      |                               |                               | srebro                        |                               |  |  |
| 2010.      |                               | 4.                            |                               |                               |  |  |
| 2011.      |                               |                               | 8.                            |                               |  |  |
| 2012.      | bez nastupa                   |                               |                               |                               |  |  |
| 2013.      |                               |                               | 7.                            |                               |  |  |
| 2014.      |                               | srebro                        |                               |                               |  |  |
| 2015.      |                               |                               | 4.                            |                               |  |  |
| 2016.      | srebro                        |                               |                               |                               |  |  |
| 2017.      |                               |                               | srebro                        |                               |  |  |
| 2018.      |                               |                               |                               |                               |  |  |
| 2019.      |                               | 5.                            |                               |                               |  |  |
| 2020.      | bez nastupa                   |                               |                               |                               |  |  |
| 2021.      |                               |                               |                               |                               |  |  |
| 2022.      |                               |                               | 9.                            |                               |  |  |
| 2023.      |                               | srebro                        |                               |                               |  |  |
| 2024.      | bronca                        |                               |                               |                               |  |  |

## Momčad
Svjetsko prvenstvo u košarci – Turska 2010.
| Ime i prezime     | Klub                       |
| ----------------- | -------------------------- |
| Stefan Marković   | Pallacanestro Treviso      |
| Ivan Paunić       | Aris                       |
| Aleksandar Rašić  | Partizan                   |
| Miloš Teodosić    | Olympiakos                 |
| Milenko Tepić     | Panathinaikos              |
| Nemanja Bjelica   | Caja Laboral               |
| Marko Kešelj      | Olympiakos                 |
| Milan Mačvan      | Hemofarm                   |
| Duško Savanović   | Power Electronics Valencia |
| Novica Veličković | Real (Madrid)              |
| Nenad Krstić      | Boston Celtics             |
| Kosta Perović     | Barcelona                  |
| Dušan Ivković     |                            |

## Vanjske poveznice
- Službena stranica Srpskog košarkaškog saveza

| Međunarodna košarka | Međunarodna košarka |
| --- | ------------------- |
| |                     |
| FIBA \| Olimpijske igre \| Svjetsko prvenstvo \| FIBA-ina ljestvica Afrika: FIBA Afrika – Afričko prvenstvo Amerika: FIBA Amerika – Američko prvenstvo Azija: FIBA Azija - Azijsko prvenstvo Europa: FIBA Europa – Europsko prvenstvo Oceanija: FIBA Oceanija – Oceanijsko prvenstvo |                     |

| Međunarodna košarka | Međunarodna košarka |
| --- | ------------------- |
| |                     |
| FIBA \| Olimpijske igre \| Svjetsko prvenstvo \| FIBA-ina ljestvica Afrika: FIBA Afrika – Afričko prvenstvo Amerika: FIBA Amerika – Američko prvenstvo Azija: FIBA Azija - Azijsko prvenstvo Europa: FIBA Europa – Europsko prvenstvo Oceanija: FIBA Oceanija – Oceanijsko prvenstvo |                     |

| Europske košarkaške reprezentacije (FIBA Europa) | Europske košarkaške reprezentacije (FIBA Europa) |
| --- | ------------------------------------------------ |
| |                                                  |
| Albanija • Andora • Armenija • Austrija • Azerbejdžan • Belgija • Bjelorusija • BiH • Bugarska • Cipar • Crna Gora • Češka • Danska • Estonija • Finska • Francuska • Gibraltar • Grčka • Gruzija • Hrvatska • Irska • Island • Italija • Izrael • Kosovo • Latvija • Litva • Luksemburg • Mađarska • Makedonija • Malta • Moldova • Monako • Nizozemska • Norveška • Njemačka • Poljska • Portugal • Rumunjska • Rusija • San Marino • Srbija • Slovačka • Slovenija • Španjolska • Švedska • Švicarska • Turska • Ukrajina • Velika Britanija |                                                  |
| |                                                  |
| Bivše države Čehoslovačka • Jugoslavija • DR Njemačka • Srbija i Crna Gora • SSSR • ZND |                                                  |
| Bivše države |                                                  |
| |                                                  |
| Čehoslovačka • Jugoslavija • DR Njemačka • Srbija i Crna Gora • SSSR • ZND |                                                  |

| Bivše države                                                               |
|                                                                            |
| Čehoslovačka • Jugoslavija • DR Njemačka • Srbija i Crna Gora • SSSR • ZND |

| Europske košarkaške reprezentacije (FIBA Europa) | Europske košarkaške reprezentacije (FIBA Europa) |
| --- | ------------------------------------------------ |
| |                                                  |
| Albanija • Andora • Armenija • Austrija • Azerbejdžan • Belgija • Bjelorusija • BiH • Bugarska • Cipar • Crna Gora • Češka • Danska • Estonija • Finska • Francuska • Gibraltar • Grčka • Gruzija • Hrvatska • Irska • Island • Italija • Izrael • Kosovo • Latvija • Litva • Luksemburg • Mađarska • Makedonija • Malta • Moldova • Monako • Nizozemska • Norveška • Njemačka • Poljska • Portugal • Rumunjska • Rusija • San Marino • Srbija • Slovačka • Slovenija • Španjolska • Švedska • Švicarska • Turska • Ukrajina • Velika Britanija |                                                  |
| |                                                  |
| Bivše države Čehoslovačka • Jugoslavija • DR Njemačka • Srbija i Crna Gora • SSSR • ZND |                                                  |
| Bivše države |                                                  |
| |                                                  |
| Čehoslovačka • Jugoslavija • DR Njemačka • Srbija i Crna Gora • SSSR • ZND |                                                  |

| Bivše države                                                               |
|                                                                            |
| Čehoslovačka • Jugoslavija • DR Njemačka • Srbija i Crna Gora • SSSR • ZND |